# شبدر توت‌فرنگی
شبدر توت‌فرنگی (نام علمی: Trifolium fragiferum) نام یک گونه از سرده شبدر است.